# Castillo Al Hazm
El Castillo Al Hazm es un castillo histórico ubicado en Rustaq (Omán).

## Historia
El castillo de Al Hazm, situado en la gobernación de Al Rustaq en Omán, es una de las estructuras históricas más impresionantes del país. Construido en 1711 bajo las órdenes del Imam Sultan bin Saif Al Ya’arubi, líder de la dinastía Ya’aruba, el castillo no solo sirvió como una fortaleza defensiva, sino también como un centro administrativo y residencia real. Su diseño arquitectónico único y su relevancia histórica lo convierten en un símbolo del esplendor de la era Ya’aruba, cuando Omán era una potencia marítima y un próspero centro cultural.

## Origen y construcción
El castillo fue construido durante el auge de la dinastía Ya’aruba, un periodo en el que Omán experimentaba un renacimiento cultural y político. El Imam Sultan bin Saif Al Ya’arubi, conocido por liderar campañas militares contra los invasores portugueses, diseñó el castillo con un enfoque tanto militar como administrativo. Su construcción muestra la combinación de elementos de la arquitectura islámica y omaní tradicional, con amplios muros, torres imponentes y un sistema defensivo avanzado.
La estructura del castillo incluye túneles secretos, habitaciones interconectadas, y cañones estratégicamente colocados en las torres para defenderse de posibles ataques. Además, Al Hazm fue diseñado para resistir largos asedios, con sistemas internos de almacenamiento de alimentos y agua, lo que lo convertía en una fortaleza autosuficiente. En el año 2020 se informo que estaba en obras de restauración.

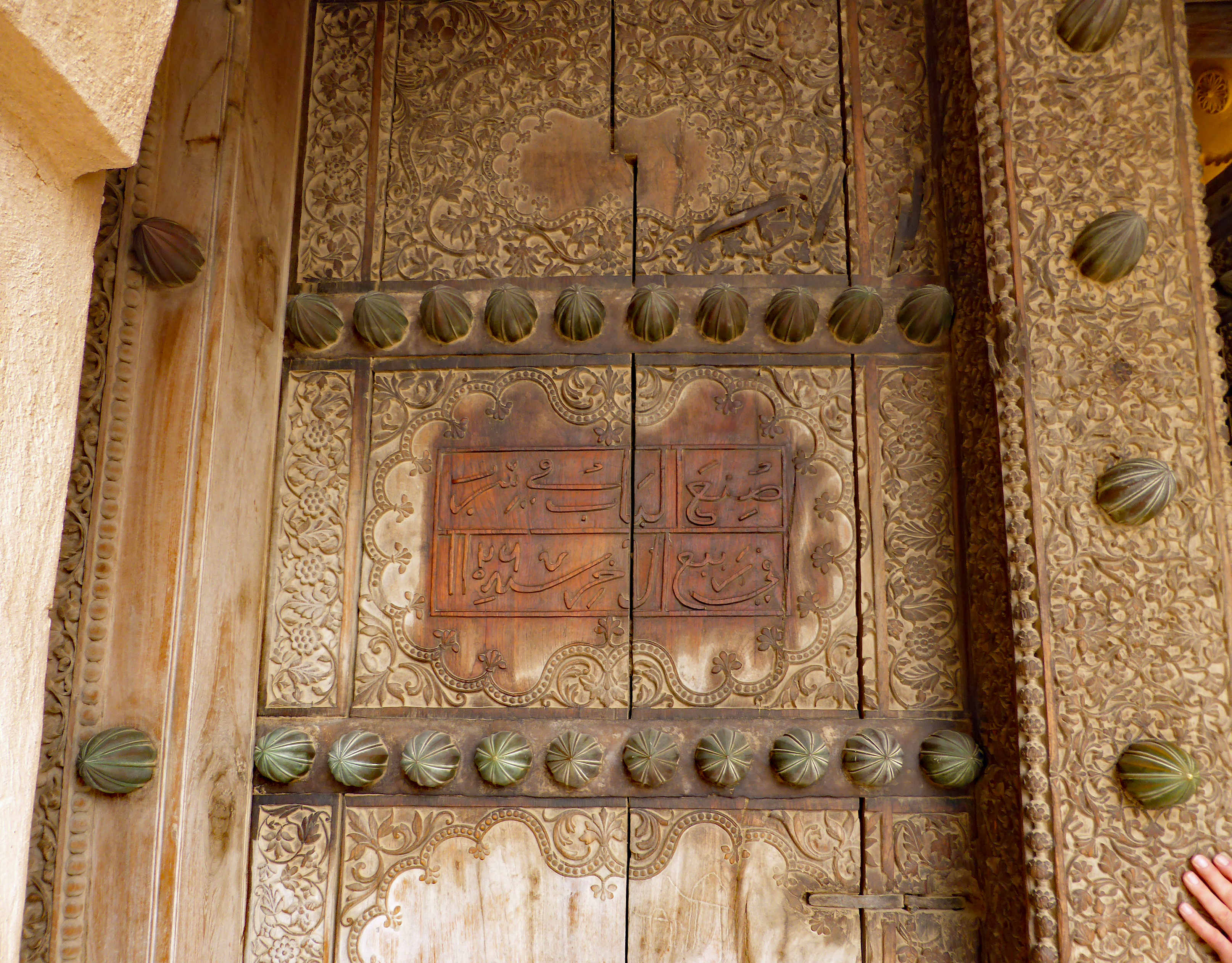
La puerta del castillo.

## Diseño arquitectónico
Una de las características más destacadas del castillo es su entrada principal, una enorme puerta de madera tallada con inscripciones islámicas y decoraciones intrincadas. Dentro, el castillo cuenta con amplias habitaciones, pasillos, y patios abiertos, todos diseñados para garantizar la ventilación y la iluminación natural, algo fundamental en el clima árido de Omán. También alberga una mezquita interna con un diseño único que incluye un mihrab decorado con inscripciones del Corán, subrayando la importancia espiritual del lugar.
El castillo de Al Hazm es famoso por su torre circular, que ofrece una vista panorámica de los alrededores. Desde allí, los defensores podían observar cualquier movimiento enemigo en las cercanías. Además, el sistema de túneles subterráneos del castillo conectaba con otros lugares estratégicos, permitiendo el movimiento seguro de tropas o el transporte de suministros en tiempos de conflicto.

## Significado histórico
Al Hazm no solo fue una fortaleza, sino también el centro de poder político durante el mandato de Sultan bin Saif Al Ya’arubi. Desde aquí, el Imam gobernó y coordinó sus esfuerzos para consolidar Omán como un estado soberano. Este periodo marcó la expulsión definitiva de los portugueses del Golfo Pérsico y el establecimiento de un dominio omaní en regiones costeras de África Oriental, como Zanzíbar y Mombasa.
El castillo también representa un periodo de estabilidad y florecimiento cultural en Omán. Fue un lugar donde se discutieron políticas importantes, y su construcción refleja el conocimiento avanzado en arquitectura e ingeniería militar de la época.

## Conservación y uso moderno
Hoy en día, el castillo de Al Hazm es un importante sitio turístico y cultural en Omán. Ha sido restaurado por el Ministerio de Patrimonio y Cultura de Omán para preservar su legado histórico. Los visitantes pueden recorrer sus habitaciones, explorar los túneles secretos y aprender sobre la historia de la dinastía Ya’aruba a través de exposiciones y guías.
Además, el castillo es un recordatorio de la resiliencia y la habilidad estratégica de los omaníes en un periodo de desafíos tanto internos como externos. En el año 1988, fue incluido en la lista provisional de sitios del Patrimonio Mundial de la UNESCO, subrayando su importancia global.